# Tributylzinnacrylat
Tributylzinnacrylat ist ein Ester der Acrylsäure und gehört außerdem zu den Tributylzinnverbindungen.

## Geschichte
In den 1950er-Jahren wurden Polyacrylate entwickelt, die Tributylzinngruppen enthalten, wobei Tributylzinnacrylat und Tributylzinnmethacrylat als Monomere genutzt wurden. Die Verwendung von Tributylzinnverbindungen in diesem Bereich ist inzwischen weltweit verboten: Die Neuaufbringung seit 2003; seit 2008 dürfen gar keine Tributylzinnverbindungen mehr nachweisbar sein.

## Herstellung
Tributylzinnacrylat kann durch Umsetzung von Bis(tributylzinn)oxid mit Acrylsäure in Benzol hergestellt werden.

## Reaktionen
Tributylzinnacrylat kann analog zu anderen Vinylmonomeren polymerisiert werden. Dies gelingt durch Lösungspolymerisation in Benzol mit Dibenzoylperoxid oder Dicumylperoxid als Radikalstarter. Außerdem ist eine Emulsionspolymerisation mit Kaliumperoxodisulfat, Dodecanthiol und einem Tensid möglich. Verschiedene Copolymere sind ebenfalls bekannt, unter anderem mit Styrol, Allylmethacrylat, Methylmethacrylat, Propylmethacrylat, Butylmethacrylat und Acrylnitril. Mit Styrol und Acrylnitril kann ein Terpolymer hergestellt werden.